# Hugo Cunha
Hugo Filipe da Silva Cunha (* 18. Februar 1977 in Barreiro; † 25. Juni 2005 in Montemor-o-Novo) war ein portugiesischer Fußballspieler.
Hugo Cunha spielte als Mittelfeldakteur in der portugiesischen SuperLiga. Er begann seine Fußballkarriere bei der Jugend des FC Barreirense. Von der Spielzeit 1999/2000 bis 2001/02 spielte er beim SC Campomaiorense. Danach wechselte er zu Vitória Guimarães. Während der Spielzeit 2004/2005 lief er dann für União Leiria auf. Am 25. Juni 2005 brach er bei einem Freizeitspiel in Montemor-o-Novo zusammen und starb noch vor der Einlieferung ins Krankenhaus.